# Biografielijst Oq

## Oqu
- Miguel Oquelí Bustillo (1856-1938), Hondurees militair en politicus